# Emma Southon
Emma Southon (* in Brighton) ist eine britische Althistorikerin, Autorin und Podcasterin.

## Leben
Sie studierte an der University of Birmingham. Ihr Bachelorstudium schloss sie 2006 mit einem BA Hons. Ancient History First Class ab. Anschließend besuchte sie einen Masterstudiengang für die Spätantike und schloss diesen 2008 ab. Southon promovierte an der University of Birmingham 2013 im Fach Alte Geschichte und ihre Dissertation wurde 2017 unter dem Titel Marriage, Sex and Death. The Family and the Fall of the Roman West veröffentlicht. Anschließend verbrachte sie einige Jahre damit, als Dozentin die Geschichte der Antike und des Mittelalters und danach akademisches Schreiben zu unterrichten. Seit 2018 ist sie nicht mehr akademisch tätig. Sie veröffentlichte im Anschluss mehrere Bücher und betreibt seit 2018 den Podcast History Is Sexy zusammen mit der Autorin Janina Matthewson.
Southon hatte mehrere Gastauftritte im Geschichtspodcast Geschichten aus der Geschichte. Sie wurde dreimal als Expertin befragt und kam in dieser Funktion in Folge 183 „Agrippina die Jüngere, mächtigste Frau der frühen Kaiserzeit“, 288 „Der Senat, der über Leichen ging“ und 466 „Julia Felix und das Ende Pompejis“ vor. Zudem wurden die kompletten Interviews anschließend als Extras veröffentlicht.

## Werk
Die Werke von Emma Southon heben sich dadurch heraus, die Geschichte von Frauen in der Historie darzustellen. Besonders mit ihrem Buch „Eine Geschichte des Römischen Reiches in 21 Frauen“ wolle Southon „eine Diskussion darüber anstoßen welche Art von Frauengeschichten wir erzählen, wenn wir Geschichte schreiben“. BBC History schreibt bezüglich dieser Veröffentlichung: „Southon zeigt, wie unglaublich häufig Frauen aus der römischen Geschichte getilgt wurden ... Römische Frauen waren immer da – jetzt müssen wir dafür sorgen, dass ihre Geschichten erzählt werden“. Southon konzentrierte sich darauf, verschiedenste Perspektiven von Frauen in ihrem Werk darzustellen. Der Deutschlandfunk schreibt dazu: „Dabei weigert Southon sich, Frauen als Opfer darzustellen, eher attestiert sie ihnen „scharfe“ Liebhaber und Liebhaberinnen, gesunden Machthunger und die Lust an Partys und Putschversuchen“.

## Schriften
Monographien:
- The development of the idealised christian female in the third century AD. Magisterarbeit, University of Birmingham, 2008.
- Marriage, Sex and Death. The Family and the Fall of the Roman West. Amsterdam University Press, Amsterdam 2017, ISBN 978-9462980358 (Dissertation).
- Agrippina: Empress, Exile, Hustler, Whore. A biography of the most extraordinary woman in the Roman world. Unbound, 2018, ISBN 978-1911586609.
- A Fatal Thing Happened on the Way to the Forum. Murder in ancient Rome. Oneworld Publications, 2021, ISBN 978-0861540518.
- A Rome of One’s Own: The Forgotten Women of the Roman Empire. ABRAMS PR, 2023, ISBN 978-1419760181.
- A History of the Roman Empire in 21 Women. Oneworld Publications, 2024, ISBN 978-0861542307.
  - ins deutsche übersetzt von Rita Gravert und Caroline Weißbach: Eine Geschichte des Römischen Reiches in 21 Frauen. Aufbau Verlag, Berlin 2024, ISBN 978-3-351-04238-7.
- Agrippina: The Defiant Story of Rome’s First Empress. Unbound, 2024, ISBN 978-1800183315.

Kinderbücher:
- mit Greg Jenner (Autor) und Rikin Parekh (Illustrator): Totally Chaotic History: Roman Britain Gets Rowdy! Totally Chaotic History, Walker Books, 2024, ISBN 978-1406395662.

Aufsätze:
- Sleeping together, buried together: Marriage in Gregory of Tours. Teil einer Konferenz an der University of Birmingham, 2010
- Fatherhood in Late Antique Gaul, In: Families in the Roman and Late Antique World 2, 2012
- The Family in the Late Antique West: An Historiographical Review. In: Approaches to the Byzantine Family, 2012
- The Development of the Nurturing Mother: Third to Sixth Century, In: STINT Current Research in the Greek and Roman Family forthcoming, 2013
- Caligula and Drusilla in the Modern Imagination. In: Eran Almagor, Lisa Maurice  (Hrsg.): The Reception of Ancient Virtues and Vices in Modern Popular Culture. 2017, ISBN 978-90-04-34771-7.
- Why We Need a Women’s History of the Roman Empire. In: Literary Hub, 2023